# Libor Matouš
Libor Matouš (* 25. ledna 1995 Brno) je divadelní, filmový a seriálový český herec.
Nejprve vystudoval brněnské gymnázium, následně muzikálový ober JAMU. Od roku 2019 je v angažmá Městského divadla Brno. Ve volném čase rád hraje fotbal, beachvolejbal a věnuje se střelbě a bojovým sportům.

## Role v Městském divadle Brno
- Bejby, blesk z čistého nebe – Šakalí léta
- Luka – Devět křížů
- Rob Cole (dospělý) – Medicus
- Doktor Clasen – Heidi
- Jared Kleinman – Drahý Evane Hansene
- Petr Bajza – Bylo nás pět
- Michael – Čarodějky z Eastwicku
- Bellman – Grand Hotel
- Amadeus – Krokodýl ze Svratky aneb Mozart v Brně
- Jaroslav Ctibor, také Jeník – Proč bychom se netěšili na Smetanu
- Oktet – Světáci
- Jan – Pohádka o živé vodě

## Účinkování ve filmech a seriálech
- 2023 – Cesta do tmy
- 2021 – Prvok, Šampón, Tečka a Karel
- 2019 – Dcera čarodějky: Hadí dar
- 2024 – Dvojka na zabití
- 2021/2022 – 1. MISE
- 2018 – Modrý kód
- 2005 – Ulice